# Wyższa Szkoła Teatralna im. M. Szczepkina
Wyższa Szkoła Teatralna (Instytut) im. Michaiła Szczepkina przy Państwowym Akademickim Małym Teatrze Rosji (ros. «Вы́сшее театра́льное учи́лище (институ́т) и́мени Михаила Семёновича Ще́пкина» при Госуда́рственном академи́ческом Ма́лом теа́тре Росси́и) – radziecka, następnie rosyjska uczelnia publiczna w Moskwie działająca przy Teatrze Małym w Moskwie.
Za datę powstania uczelni przyjmuje się rok 1809, od 1943 jest szkołą wyższą.